# Lara Belmont
Lara Belmont (Oxford, 1º gennaio 1980) è un'attrice inglese, nota per aver interpretato il ruolo di "Jessie" nel film Zona di guerra del 1999.

## Filmografia

### Cinema
- Zona di guerra (The War Zone), regia di Tim Roth (1999)
- Ashes and Sand, regia di Bob Blagden (2002)
- Long Time Dead, regia di Marcus Adams (2002)
- Fourteen", regia di Bob Blagden (2002)
- Oh Marbella!, regia di Piers Ashworth (2003)
- Take Me Back, regia di Jonty Kenton - cortometraggio (2005)
- Someone Else, regia di Col Spector (2006)
- Lump, regia di Faye Jackson - cortometraggio (2006)
- Rise of the Footsoldier, regia di Julian Gilbey (2007)
- Flatshare, regia di Jason D. Yi - cortometraggio (2007)
- Open Skies, regia di Rob Brown - cortometraggio (2008)
- Wild Decembers, regia di Anthony Byrne (2009)
- Echoes, regia di Rob Brown - cortometraggio (2009)
- Freedom Day, regia di Janis Nords - cortometraggio (2010)

### Televisione
- The Swap, regia di David Drury - film TV (2002)
- Crime and Punishment, regia di Julian Jarrold - film TV (2002)
- Killing Hitler, regia di Jeremy Lovering - documentario TV (2003)
- Henry VIII, regia di Pete Travis - film TV (2003)
- The Bill – serie TV, episodi 20x46 - 20x47 (2004)